# IJzer(II)oxide
IJzer(II)oxide (FeO, vroegere naam ferroxide) is een anorganische verbinding van het element ijzer met zuurstof, waarbij het ijzerion in oxidatietoestand +II verkeert. IJzer(II)oxide is niet-stoichiometrisch gebouwd en bestaat uit Fe0,84O tot Fe0,95O, omdat dit entropisch het gunstigst is.
IJzer(II)oxide komt in de natuur voor in minerale vorm als wüstiet.

## Voorkomen
IJzer(II)oxide wordt bij de staalbereiding gevormd, waarbij zuurstof in het smeltbad wordt geblazen. De zuurstof vormt met het ijzer FeO, dat als oxidatiemiddel werkt voor de verontreinigingen zoals silicium, mangaan en fosfor:
{\displaystyle {\ce {Si + 2FeO -> SiO2 + 2Fe}}}
{\displaystyle {\ce {Mn + FeO -> MnO + Fe}}}
{\displaystyle {\ce {2P + 5FeO -> P2O5 + 5Fe}}}
Met behulp van calciumoxide (CaO) kunnen deze oxiden uit het gesmolten ijzer verwijderd worden.

## Productie
IJzer(II)oxide wordt uit ijzer(III)oxide gevormd met behulp van diwaterstof of koolstofdioxide. Ook door oxidatie van ijzer onder lage zuurstofdruk of met waterdamp bij temperaturen boven de 560°C kan ijzer(II)oxide geproduceerd worden.
Stoichiometrisch ijzer(II)oxide wordt gevormd door ijzer(II)oxalaat in vacuüm te verhitten tot ongeveer 850 °C en vervolgens snel af te schrikken tot kamertemperatuur. Verder kan stoichiometrisch ijzer(II)oxide gevormd worden bij de reactie van Fe1-xO en ijzer bij 770 °C en 50 kbar zuurstofdruk.

## Eigenschappen
IJzer(II)oxide is alleen boven de 560°C stabiel. Bij een lagere temperatuur tot ongeveer 300°C valt het uiteen in ijzer en ijzer(III)oxide:
{\displaystyle {\ce {4FeO -> Fe3O4 + Fe}}}
Bij kamertemperatuur is het metastabiel (zwak stabiel).
IJzer(II)oxide is antiferromagnetisch bij een Néeltemperatuur van 198 K.

## Toepassingen
IJzer(II)oxide wordt gebruikt als pigment.